# Oisching (Gemeinde Thörl)
Oisching ist eine Ortschaft und eine Katastralgemeinde der Gemeinde Thörl im Bezirk Bruck-Mürzzuschlag in Steiermark.
Oisching liegt westlich von Etmißl in einem Seitental und bestehe aus einigen Einzellagen.

## Geschichte
Das früheste Schriftzeugnis ist von 1382 und lautet „Olschün“. Der Name geht auf altslawisch Olъša (Erle) zurück.

### Siedlungsentwicklung
Zum Jahreswechsel 1979/1980 befanden sich in der Katastralgemeinde Oisching insgesamt 14 Bauflächen mit 8.222 m² und 4 Gärten auf 503 m², 1989/1990 gab es 14 Bauflächen. 1999/2000 war die Zahl der Bauflächen auf 44 angewachsen und 2009/2010 bestanden 20 Gebäude auf 34 Bauflächen.

## Bodennutzung
Die Katastralgemeinde ist forstwirtschaftlich geprägt. 59 Hektar wurden zum Jahreswechsel 1979/1980 landwirtschaftlich genutzt und 758 Hektar waren forstwirtschaftlich geführte Waldflächen. 1999/2000 wurde auf 38 Hektar Landwirtschaft betrieben und 817 Hektar waren als forstwirtschaftlich genutzte Flächen ausgewiesen. Ende 2018 waren 30 Hektar als landwirtschaftliche Flächen genutzt und Forstwirtschaft wurde auf 820 Hektar betrieben. Die durchschnittliche Bodenklimazahl von Oisching beträgt 10,8 (Stand 2010).